# Paul Cinquevalli

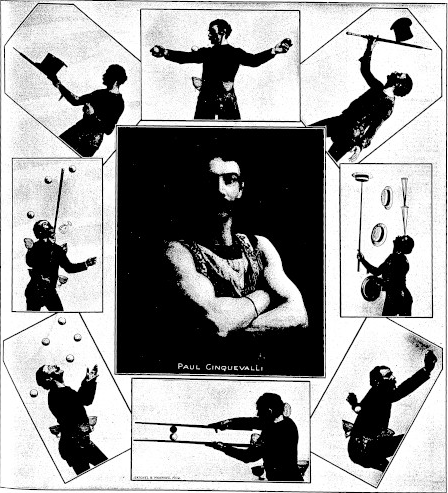
Paul Cinquevalli, 1907

Paul Cinquevalli, né en 1859 à Lissa en royaume de Prusse et mort à Londres en 1918, est l’un des plus grands jongleurs de son époque.